# Туношна (аэропорт)
Международный аэропорт Ярославль (Ту́ношна) — аэропорт Ярославля, центра Ярославской области. Является аэропортом федерального значения. Расположен в Туношёнском сельском поселении Ярославского муниципального района Ярославской области в 2 км северо-восточнее посёлка Туношна, в 17 км юго-восточнее центра города Ярославля, в 51 км юго-западнее центра города Костромы, вблизи федеральной автомобильной дороги М8 «Холмогоры».

## Уникальные особенности
Расположен в непосредственной близости от реки Волги и от федеральной автотрассы М8 Москва — Холмогоры (на участке Ярославль — Кострома).
Наиболее близко расположенный к московскому авиационному узлу аэродром категории Б (ИКАО: I, 4E).

## Перспективы развития
Согласно «Стратегии социально-экономического развития Центрального федерального округа на период до 2020 года», утверждённой распоряжением Правительства РФ от 6 сентября 2011 года № 1540-р (с изменениями на 26.12.2014) указано, что на территории вокруг аэропорта Туношна должен быть создан крупный транспортно-логистический комплекс по обслуживанию авиационных, железнодорожных, речных и автомобильных грузопотоков.
В «Стратегии социально-экономического развития Ярославской области до 2025 года», утверждённой постановлением правительства Ярославской области от 6 марта 2014 г. № 188-п (с изменениями на 01.02.2016) указано, что проект Транспортно-пересадочный узел «Золотое кольцо» (объединение на базе аэропорта Туношна четырёх видов транспорта — воздушного, водного, железнодорожного и автомобильного) является одним из стратегических проектов (ключевых инициатив) развития Ярославской области.
Проектной организацией «НТПИ ТИ» разработан проект реконструкции искусственных покрытий аэродрома (взлетно-посадочной полосы, рулежных дорожек, мест стоянок воздушных судов). Проект предполагает расширение ИВПП с существующих 44 до планируемых 60 метров (из них 45 метров — формальная ширина ИВПП по бетонной подушке и дополнительные укреплённые обочины — по 7,5 метров), строительство новых мест стоянок воздушных судов, повышение прочности искусственных покрытий. Проект получил положительное заключение государственной экспертизы.
Проектной организацией «Красаэропроект» разработан проект строительства нового здания пассажирского терминала международного класса с расчетной пропускной способностью 450 пассажиров в час.
Неоднократно обсуждался вопрос о создании на базе аэропорта г. Ярославля мультимодального транспортно-пересадочного узла. Аэропорт расположен вблизи реки Волги, что позволяет объединить авиационные перевозки с иными видами транспорта.
По оценке экспертов, у аэропорта г. Ярославля большой потенциал для развития и увеличения пассажиропотока до 500 000 пассажиров в год в перспективе 3—5 лет. В районе аэропорта в радиусе 250 км проживает более 4 млн человек.
Кроме этого, большой потенциал у грузоперевозок. По словам Генерального директора АО «Аэропорт Туношна» Максима Федосова, аэропорт имеет «выгодное географическое положение Ярославля по сравнению с другими аэропортами, особенно при полетах в направлении Сибири и Дальнего Востока».
С 2023 г. запланировано расширение маршрутной сети аэропорта и организация рейсов в города миллионники: Пермь, Уфу, Самару, Екатеринбург.
Планируется открытие международных регулярных и чартерных рейсов.

## Современное состояние
Аэропорт Ярославль (Туношна) рассчитан на приём и обслуживание до 15-17 самолётов в сутки. Пассажирский терминал (общей площадью аэровокзала 1000 м²) в состоянии обеспечить приём и отправку до 150 пассажиров в час на внутренних авиарейсах, до 100 пассажиров в час — на международных авиарейсах. Грузовой терминал (площадью 833 м²) обрабатывает до 150 тонн груза в сутки на внутренних и международных авиарейсах.
Аэродром класса Б, взлётно-посадочная полоса (ИВПП) 05/23, длина 3010 м × ширина 44 м, классификационное число прочности покрытия ИВПП РСN 38/R/С/Х/T — летом, РСN 51/R/С/Х/T — зимой; 5 рулежных дорожек МРД, B, C, D, E; 16 мест стоянок воздушных судов.
При обслуживании пассажиров международных авиарейсов в аэровокзале действует реверсивная технология обслуживания (обслуживание только вылетающего рейса или только прилетающего рейса).
Обеспечивает обслуживание почты и грузов внутренних и международных воздушных перевозок, в том числе классов и категорий опасности: 1.4S; 2.2; 3; 4.1; 5.1; 6; 8; 9.
В здании аэровокзала работает кафе, зал повышенной комфортности, сувенирный магазин, сервис по упаковке багажа. Для пассажиров доступна охраняемая стоянка автомобилей.

## Статус аэропорта
Аэропорт имеет I категорию ICAO, сертификат МАК № 091 А-М от 03.06.2013 (сертификат действует до 19.02.2018), сертификат оператора аэродрома № ФАВТ.ОА-042 от 21.11.2016 согласно новым Федеральным авиационным правилам № 286 от 25 сентября 2015 года.
Согласно распоряжению Правительства Российской Федерации от 20 апреля 2016 года № 726-р, аэропорт г. Ярославля (Туношна) является:
- аэропортом административного центра (столицы) субъекта Российской Федерации;
- аэропортом федерального значения;
- международным аэропортом.

Аэропорт Ярославль (Туношна) открыт для международных полётов пассажирских и грузовых воздушных судов (распоряжением Правительства РФ от 13 декабря 1999 г. № 2096-р, приказом Министерства транспорта РФ от 18 июня 2001 г. № 104) с разрешенными лимитами: пропуска через госграницу до 100 пассажиров в час, обработки международных грузов — до 150 тонн грузов в сутки. В аэропорту действует таможенный пост и грузо-пассажирский многосторонний воздушный пункт пропуска через государственную границу Российской Федерации (согласно распоряжениям Правительства РФ от 20.11.2008 № 1724-р, от 13.04.2015 № 641-р). Международные пассажирские рейсы осуществляются по разовым разрешениям Росавиации.

## Принимаемые и обслуживаемые типывоздушных судов
Согласно Свидетельству о регистрации аэродрома № 105 от 23 ноября 2015 года (с изменениями и дополнениями от 23 марта 2017 года), выданному Управлением аэропортовой деятельности Росавиации, аэродром Ярославль (Туношна) пригоден для приёма на регулярной основе следующих типов воздушных судов (днём и ночью, круглый год):
- Airbus A319-100, Airbus A320;
- Ан-2, Ан-12, Ан-24, Ан-26, Ан-28, Ан-148;
- ATR-42, ATR-72;
- Boeing 737 (все модификации); Boeing 757-200; Boeing 767-200/300;
- Bombardier CRJ 100/200;
- Embraer ERJ-120, ERJ-135, ERJ-145, EMB 170—100/200;
- Ил-62, Ил-76, Ил-96, Ил-114;
- Let L-410;
- M-101;
- Saab 340, Saab 2000;
- Superjet 100 (RRJ-95);
- Ту-134, Ту-154, Ту-204;
- Як-40, Як-42;
- самолёты 3 и 4 классов всех типов.
- вертолёты всех типов.

Приём иных самолётов 1 или 2 класса (таких, как Ан-124 «Руслан» и прочих, не указанных в Свидетельстве о регистрации аэродрома) осуществляется по разовым разрешениям Росавиации.

## Аэропортовые организации
Главным оператором (управляющей компанией) Международного аэропорта Ярославль (Туношна) является АО «Аэропорт Туношна»..
Единственным акционером АО «Аэропорт Туношна» является Правительство Ярославской области в лице Департамента имущественных и земельных отношений Ярославской области .
Оператором топливозаправочного комплекса является ЗАО «ТЗК Славнефть-Туношна».
Функции диспетчерской службы аэропорта исполняет Ярославское отделение Тверского центра ФГУП «Госкорпорация ОрВД».
На территории аэропорта компания ЗАО «Авиа-Тверь-Сервис» осуществляет периодическое техническое обслуживание воздушных судов Ан-12, Ан-22, Ан-32, Ан-74, Як-40, Ил-76.

## Показатели деятельности
Аэропорт занимает в рейтинге аэропортов России по грузопотоку: 18-е место по итогам 2014 и 2015 годов, 23-е место по итогам 2016 года.
По итогам 2022 г. аэропорт обслужил более 80 000 пассажиров.
В 1 кв. 2023 г. аэропорт обслужил 18 780 пассажиров, что на 8 % выше показателя аналогичного периода в 2021 г.
|                                 | 2014   | 2015   | 2016   | 2017   | 2018   | 2019   | 2020   | 2021   | 2022   |
| Пассажиропоток, пассажиров      | 11 312 | 15 174 | 15 841 | 23 817 | 25 571 | 39 079 | 64 681 | 98 557 | 80 500 |
| Грузопоток (в т.ч. почта), тонн | 8 211  | 7 341  | 4 009  | 5 812  | 2 124  | 187    | 57     | 10     | 11     |

## Маршрутная сеть (история и текущее состояние)
До 2005 года из Туношны отправлялись воздушные суда малой авиации в населённые пункты северо-запада Ярославской области. Последний из существовавших маршрутов: Туношна — Брейтово — Захарино. В 2005 году внутреннее воздушное сообщение в Ярославской области было прекращено и более не возобновлялось.
Со 2 сентября 2009 года в Туношну из Домодедово выполняла регулярные рейсы авиакомпания «Регион-Авиа» на самолётах Embraer 120. Выполняются международные грузовые перевозки из ближнего и дальнего зарубежья, стран СНГ.
С конца 2009 года и до апреля 2011 года регулярные рейсы Туношна — Домодедово были прекращены.
С 18 апреля 2011 года из аэропорта Туношна выполняются регулярные пассажирские рейсы по маршрутам:
- Ярославль — Санкт-Петербург (Пулково) — Ярославль.[22]

C 23 января 2012 года из аэропорта Туношна выполнялись регулярные рейсы в Москву и Санкт-Петербург на самолёте Saab 340b авиакомпании «Полёт».
С 2013 года программу регулярных пассажирских перевозок из аэропорта Туношна выполняет авиакомпания «РусЛайн».
В 2014 году авиакомпания «Оренбургские авиалинии» планировала открыть новый рейс Ярославль-Сочи с 7 июня по 20 сентября. Программа регулярных рейсов по этому маршруту была отменена по решению авиакомпании.
С 8 августа 2015 года из аэропорта Туношна, авиакомпания «Грозный-Авиа» открывает регулярные рейсы в Симферополь, с вылетом/прилётом по воскресеньям. Позже, если пассажиропоток увеличится, будут организованы дополнительные рейсы. Полёты выполняются на самолётах Як-42.
С 15 сентября 2015 года авиакомпания Псковавиа-Нордавиа выполняет по вторникам рейс в/из Архангельска, аэропорт «Талаги».
С 1 июня 2016 года лоукостер «Победа» открывает рейс из Ярославля в Сочи, рейс выполнялся самолётом Boeing 737—800 https://vesti-yaroslavl.ru/novosti/item/46558-yaroslavskij-aeroport-tunoshna-zapustil-rejsy-v-sankt-peterburg-s-novym-aviaperevozchikom
С 13 июня 2016 года авиакомпания Алроса открывает рейс из Ярославля в Симферополь, рейс выполнялся самолётом Boeing 737—800
С 15 апреля 2016 года Костромское авиапредприятие выполняла рейсы из Ярославля в Санкт-Петербург, рейсы выполнялись на самолёте Ан-26 3 раза в неделю.
Со 2 октября 2016 года авиакомпания «РусЛайн» возобновляет авиасообщение между Санкт-Петербургом и Ярославлем на самолёте CRJ-200 три раза в неделю.
С 30 марта 2022 года авиакомпания «Азимут» начала выполнять рейсы Архангельск — Ярославль — Минеральные Воды и обратно два раза в неделю на Superjet 100
C 8 октября 2022 авиакомпания «Северный ветер» выполняет регулярные рейсы в/из Санкт-Петербург.
С февраля 2023 отменены рейсы в Архангельск и Минеральные воды.
На сентябрь 2024 года в аэропорту работают следующие авиакомпании:

## История
Создан на базе бывшего военного аэродрома, передан в собственность Ярославской области распоряжением Правительства РФ от 13.08.1998 № 1038-р.
В 2003 году аэродром реконструирован, установлено светосигнальное оборудование — огни высокой интенсивности (ОВИ) «Transcon» с магнитным курсом посадки 234, огни малой интенсивности (ОМИ) «Transcon» с курсом 54.
Аэровокзальный комплекс введен в эксплуатацию в 2002 г., реконструирован в 2013 году.
В период с 02.11.1998 по 09.07.2004 оператором аэропорта являлось Государственное унитарное предприятие Ярославской области «Аэропорт Туношна» (в указанный период ГУП ЯО «Аэропорт Туношна» было преобразовано в Государственное бюджетное учреждение Ярославской области «Аэропорт Туношна»). Правопреемником ГБУ ЯО «Аэропорт Туношна» с 9 июля 2004 года является ОАО «Аэропорт Туношна».
В период с 29 по 31 мая 2015 года на базе аэропорта состоялся Авиатурслет «Золотое Кольцо».
В период с 27 по 29 мая 2016 года на базе международного аэропорта Ярославль (Туношна) состоялся авиасалон «АВИАРЕГИОН-2016» и аэротур «Золотое Кольцо».

## Происшествия и катастрофы

### Катастрофа самолёта МиГ-23УБ 6 сентября 1994 года
6 сентября 1994 г. днём в простых метеоусловиях экипаж в составе лётчиков Зарипова Ю. и Костенич А. выполнял перегон самолёта на авиаремзавод Ржев для последующей утилизации. Вместо отхода по маршруту экипаж выполнил проход над городком на высоте 50 м с покачиванием с крыла на крыло. После второго прохода на высоте 50 м и приборной скорости 735 км/ч экипаж выполнил бочку. В перевёрнутом положении самолёт перешёл на снижение, с выводом из которого экипаж не справился. Самолёт столкнулся с землёй, экипаж погиб.
Причинами катастрофы явились:
- нарушение полётного задания, выразившееся в выполнении манёвра на предельно малой высоте, с выводом из которого экипаж не справился;
- непринятие командиром полка и руководителем полётов мер по предотвращению нарушений полётного задания экипажем.

### Катастрофа самолёта Як-42 7 сентября 2011 года
7 сентября 2011 года при взлёте в аэропорту Туношна потерпел катастрофу самолёт Як-42, перевозивший хоккейную команду «Локомотив» (Ярославль) на матч КХЛ, который должен был состояться в Минске. На самолёте летели 45 человек (37 участников команды «Локомотив», остальные — члены экипажа). В авиакатастрофе выжили два человека: хоккеист Александр Галимов (позже, 12 сентября, он скончался в больнице) и инженер по авиационному и радиоэлектронному оборудованию самолётов Александр Сизов.

## Другие аэродромы Ярославля
- Левцово — ныне аэродром авиации общего назначения (индекс UUBX). Имеет асфальтовую ВПП 06/24 размерами 650×22 м[29]. Основан в 1982 году как аэропорт местных воздушных линий. Здесь базировался Ярославский объединённый авиаотряд Управления гражданской авиации центральных районов: около 30 самолётов Ан-2, более 20 вертолётов (Ми-2, Ми-4, Ми-8). В 1990-х годах авиаотряд был ликвидирован. С послевоенных лет до 1982 года в Ярославле функционировал аэропорт местных воздушных линий Дядьково.
- Карачиха — спортивный аэродром (индекс XUDA), где проводит полёты Ярославский областной АСК ДОСААФ России. Имеет грунтовую ВПП 18/36 размерами 700×50 м[30].

## Ближайшие аэропорты в других городах
- Кострома (58 км)
- Иваново-Южный (84 км)
- Староселье (Рыбинск) (95 км)
- Кинешма (120 км)
- Вологда (192 км)